# Lundknotterskinn
Lundknotterskinn (Hyphodontia alienata) är en svampart som först beskrevs av S. Lundell, och fick sitt nu gällande namn av J. Erikss. 1958. Hyphodontia alienata ingår i släktet Hyphodontia och familjen Schizoporaceae.   Inga underarter finns listade i Catalogue of Life.
I den svenska databasen Dyntaxa används istället namnet Kneiffiella alienata för samma taxon.  Arten är reproducerande i Sverige.